# Strikeforce: Tate vs. Rousey
Strikeforce: Tate vs. Rousey foi um evento de artes marciais mistas promovido pelo Strikeforce, ocorrido em 3 de março de 2012 na Nationwide Arena em Columbus, Ohio.

## Background
O evento era esperado para receber a final do Grand Prix de Pesados do Strikeforce com a luta entre Josh Barnett e Daniel Cormier, mas a luta não ocorreu por conta de uma lesão na mão de Cormier. A final acabou ocorrendo no evento Strikeforce: Barnett vs. Cormier no mês de maio, quando Cormier ganhou o torneio por decisão unânime.
Gegard Mousasi era esperado para enfrentar Mike Kyle, mas Kyle se retirou do evento por conta de uma lesão. A luta foi remarcada para o Strikeforce: Marquardt vs. Saffiedine no mês de janeiro do ano seguinte, quando Mousasi finalizou Kyle no primeiro round.
Derek Brunson era esperado para enfrentar Ronaldo Souza nesse card. Porém, a Comissão Atlética de Ohio negou a Brunson a licença para lutar baseada num exame de olho realizado pelo atleta. Bristol Marunde foi o substituto. A luta entre Souza e Brunson acabou sendo realizada no evento Strikeforce: Rousey vs. Kaufman em agosto, quando Souza venceu por nocaute no primeiro round.

## Resultados
^ a: Pelo Cinturão Peso Galo Feminino do Strikeforce.